# Сандор Мартін
Сандор Мартін Клементе (ісп. Sandor Martin Clemente; 22 серпня 1993, Барселона) — іспанський професійний боксер, чемпіон Європи за версією EBU (2019—2021) в першій напівсередній вазі.

## Професіональна кар'єра
Сандор Мартін дебютував на професійному рингу у віці 18 років.
30 вересня 2017 року в бою проти діючого чемпіона Європи за версією EBU в першій напівсередній вазі Ентоні Їгіта (Швеція) зазнав поразки за очками.
27 липня 2019 року в бою проти італійця Андреа Скарпа технічним рішенням у дев'ятому раунді завоював вакантний титул чемпіона Європи за версією EBU в першій напівсередній вазі.
16 жовтня 2021 року рішенням більшості суддів — 95-95 і 97-93 (двічі) в бою у договірній вазі (до 65,8 кг) проти ексчемпіона світу у чотирьох категоріях Майкі Гарсія (США) здобув найбільш вагому перемогу в своїй кар'єрі.
10 грудня 2022 року зустрівся в бою за статус обов'язкового претендента на титул чемпіона WBC у першій напівсередній вазі з американцем Теофімо Лопесом і, незважаючи на те, що зумів надіслати Лопеса у другому раунді в нокдаун, програв розділеним рішенням суддів.
1 березня 2025 року вийшов на бій проти чемпіона WBC в першій напівсередній вазі Альберто Пуельйо (Домініканська Республіка) і в конкурентному бою програв розділеним рішенням.